# Шумилиха (Алтайский край)
Шумилиха — село в Ребрихинском районе Алтайского края России. Входит в состав Ребрихинского сельсовета.

## География
Расположен в центральной части региона, на Приобском плато, на юге лесостепной природной зоны. Рельеф равнинный со логами, превращенные в пруды.
В селе три улицы: Ленина, Молодёжная, Советская.

## История
Основано в 1922 г. В 1928-м являлось центром Шумилихинского сельсовета Куликовского района Каменского округа Сибирского края.
Являлось административным центром Шумилихинского сельсовета вплоть до 2015 года. С 2015 года в составе Ребрихинского сельсовета.

## Население
| 1926 | 1997 | 1998 | 1999 | 2000 | 2001 | 2002 | 2003 | 2004 | 2005 | 2006 |
| ---- | ---- | ---- | ---- | ---- | ---- | ---- | ---- | ---- | ---- | ---- |
| 739  | ↗766 | ↘742 | ↗743 | →743 | ↗748 | ↘737 | ↘697 | ↗701 | ↘688 | ↘671 |
| 2007 | 2008 | 2009 | 2010 | 2011 | 2012 | 2013 |      |      |      |      |
| ↘653 | ↗663 | ↘642 | ↘568 | ↘564 | ↘557 | ↘540 |      |      |      |      |

Национальный состав
В 1928 году основное население — русские.
Согласно результатам переписи 2002 года, в национальной структуре населения русские составляли 94 %.

## Инфраструктура
Личное подсобное хозяйство. В 1928 году состояло из 132 хозяйств.

## Транспорт
Стоит на автодороге общего пользования регионального значения 01К-25 Ребриха — Шарчино — Корчино — Завьялово — Леньки — Благовещенка (идентификационный номер 01 ОП РЗ 01К-2).